# Stakfell
Stakfell är ett berg i republiken Island. Det ligger i regionen Norðurland eystra, 300 km nordost om huvudstaden Reykjavík. Toppen på Stakfell är 891 meter över havet, eller 341 meter över den omgivande terrängen. Bredden vid basen är 3,3 km.
Trakten runt Stakfell är nära nog obefolkad, med mindre än två invånare per kvadratkilometer. Det finns inga samhällen i närheten. Trakten runt Stakfell består i huvudsak av gräsmarker.